# Episodi di Polvere di stelle (seconda stagione)
La seconda stagione della serie televisiva Polvere di stelle (Bob Hope Presents the Chrysler Theatre) è andata in onda negli Stati Uniti dal 2 ottobre 1964 al 4 giugno 1965 sulla NBC.
| nº | Titolo originale                                        | Prima TV USA     | Titolo italiano | Prima TV Italia |
| -- | ------------------------------------------------------- | ---------------- | --------------- | --------------- |
| 1  | Think Pretty                                            | 2 ottobre 1964   |                 |                 |
| 2  | Murder in the First                                     | 9 ottobre 1964   |                 |                 |
| 3  | Have Girls Will Travel                                  | 16 ottobre 1964  |                 |                 |
| 4  | The Turncoat                                            | 23 ottobre 1964  |                 |                 |
| 5  | The Timothy Heist                                       | 30 ottobre 1964  |                 |                 |
| 6  | Out of the Outskirts of Town                            | 6 novembre 1964  |                 |                 |
| 7  | Parties to the Crime                                    | 27 novembre 1964 |                 |                 |
| 8  | Mr. Biddle's Crime Wave                                 | 4 dicembre 1964  |                 |                 |
| 9  | The Shattered Glass                                     | 11 dicembre 1964 |                 |                 |
| 10 | The Clash of Cymbals                                    | 25 dicembre 1964 |                 |                 |
| 11 | Double Jeopardy                                         | 8 gennaio 1965   |                 |                 |
| 12 | Bob Hope Annual Special                                 | 15 gennaio 1965  |                 |                 |
| 13 | Exit From A Plane Flight                                | 22 gennaio 1965  |                 |                 |
| 14 | The Loving Cup                                          | 29 gennaio 1965  |                 |                 |
| 15 | The Fliers                                              | 5 febbraio 1965  |                 |                 |
| 16 | Cops and Robbers                                        | 19 febbraio 1965 |                 |                 |
| 17 | Terror Island                                           | 26 febbraio 1965 |                 |                 |
| 18 | The War and Eric Kurtz                                  | 5 marzo 1965     |                 |                 |
| 19 | In Any Language                                         | 12 marzo 1965    |                 |                 |
| 20 | Perilous Times                                          | 19 marzo 1965    |                 |                 |
| 21 | [[#Memorandum For A Spy [1]\|Memorandum For A Spy [1]]] | 2 aprile 1965    |                 |                 |
| 22 | [[#Memorandum For A Spy [2]\|Memorandum For A Spy [2]]] | 9 aprile 1965    |                 |                 |
| 23 | A Time For Killing                                      | 30 aprile 1965   |                 |                 |
| 24 | Escape Into Jeopardy                                    | 28 maggio 1965   |                 |                 |
| 25 | Simon Says Get Married                                  | 4 giugno 1965    |                 |                 |

## Think Pretty
- Prima televisiva: 2 ottobre 1964
- Diretto da: Jack Arnold
- Scritto da: Jerry Belson, Garry Marshall

### Trama
- Guest star: Jack Bernardi (Patient), Eddie Ryder (Shelley), Edward Mallory (Quinn Randall), Roger Perry (Don Corbin), Louis Nye (Mickey Marshall), Linda Foster (Laurie Addams), Reta Shaw (Head Nurse)

## Murder in the First
- Prima televisiva: 9 ottobre 1964

### Trama
- Guest star: Steve Ihnat (tenente Malloy), Janet Leigh (Carol Hartley), Lloyd Bochner (Michael Hartley), Eduard Franz (Victor Seaton), Ivan Dixon (Forest)

## Have Girls Will Travel
- Prima televisiva: 16 ottobre 1964

### Trama
- Guest star: Rhonda Fleming (Purity), Marilyn Maxwell (Charity), Sonny Tufts (Monk), Richard Deacon (se stesso), Aldo Ray (Moose), Bob Hope (Horaito Lovelace), Jack Benny (se stesso), Bruce Cabot (sceriffo), Jill St. John (Faith)

## The Turncoat
- Prima televisiva: 23 ottobre 1964
- Diretto da: Ron Winston
- Scritto da: John Joseph, Mark Rodgers

### Trama
- Guest star: Carroll O'Connor (Lawson), Rodolfo Acosta (colonnello Lu), Jack Weston (Hathaway)

## The Timothy Heist
- Prima televisiva: 30 ottobre 1964
- Soggetto di: John Haase

### Trama
- Guest star: Spring Byington (Iris Fuchsia), Marc Lawrence (Plato Atutle), John Willis (se stesso), Reginald Denny (Mr. Beauford), Art Carney (dottor E.J. Timothy), Arte Johnson (Beatnik)

## Out of the Outskirts of Town
- Prima televisiva: 6 novembre 1964

### Trama
- Guest star: Lane Bradbury (Julia), Fay Bainter (Mrs. Benet), Meg Wyllie (Mrs. Burns), Paul Fix (Hap Collins), Tom Fielding (Vic Burns), Jack Warden (Manny Garret)

## Parties to the Crime
- Prima televisiva: 27 novembre 1964

### Trama
- Guest star: Jason Wingreen (Birdie Max), John Napier (Ralph Boyce), Robert Strauss (Brother Thomas), John Harmon (Georgie Duff), Carlos Rivas (padre Adrian), Darren McGavin (Joe Mason), Sally Kellerman (Sorella Margaret), Nancy Kovack (Sheila DeGault)

## Mr. Biddle's Crime Wave
- Prima televisiva: 4 dicembre 1964
- Diretto da: Lawrence Dobkin
- Scritto da: Nathaniel Curtis

### Trama
- Guest star: Pat Crowley (Carol Sinclair), Roddy McDowall (Arthur Biddle)

## The Shattered Glass
- Prima televisiva: 11 dicembre 1964

### Trama
- Guest star: William Shatner (David Vincent), Dan O'Herlihy (segretario/a di Randolph Seers)

## The Clash of Cymbals
- Prima televisiva: 25 dicembre 1964
- Diretto da: Robert Ellis Miller
- Scritto da: Elick Moll

### Trama
- Guest star: Louis Jourdan (Phillippe Dutra), Jack Klugman (Paul Smith), Tom Brown (Fred Blaine), John Bleifer (Charles), Laura Devon (Laura Macon)

## Double Jeopardy
- Prima televisiva: 8 gennaio 1965

### Trama
- Guest star: Lee Meriwether (segretario/a di Piper), Nobu McCarthy (Stanwood), Jack Kelly (Stanwood), Jean Hale (cameriera), Lauren Bacall (Amanda/Barbara), Tom Poston (tenente Courtney), Zsa Zsa Gábor (pilota), Diane McBain (Show Girl)

## Bob Hope Annual Special
- Prima televisiva: 15 gennaio 1965
- Diretto da: Jack Shea
- Scritto da: Mort Lachman

### Trama
- Guest star: John Bubbles (se stesso), Janis Paige (se stessa), Peter Leeds (se stesso), Anna Maria Alberghetti (se stessa), Anita Bryant (se stessa), Jill St. John (se stessa)

## Exit From A Plane Flight
- Prima televisiva: 22 gennaio 1965
- Scritto da: Rod Serling

### Trama
- Guest star: Lori Saunders (hostess), Hugh O'Brian (Quinton Morrow), Constance Towers (Louise Menke), Sorrell Booke (Larry Gorman), Noah Keen (capitano Garbedian)

## The Loving Cup
- Prima televisiva: 29 gennaio 1965

### Trama
- Guest star: Polly Bergen (Jennifer Randolph), Virginia Sale (Mrs. Kerr), John Baer (Billy), Patrick O'Neal (senatore Randolph), Peter Adams (Grant Morris), Harry Lauter (Eddie)

## The Fliers
- Prima televisiva: 5 febbraio 1965
- Diretto da: Sydney Pollack
- Scritto da: David Rayfiel

### Trama
- Guest star: Carol Lynley (Irene Ayers), Lilyan Chauvin (Sister), Alfred Ryder (Boz), Dabney Coleman (sergente Harry King), Chester Morris (maggiore Whitman), Roxane Berard (ragazza), Anatol Winogradoff (Landrain), Tom Simcox (tenente Walter Matthew)

## Cops and Robbers
- Prima televisiva: 19 febbraio 1965

### Trama
- Guest star: Bert Lahr (Cesare), Billy De Wolfe (ispettore), Ken Murray (Vincenzo), Eduardo Ciannelli (capitano Margo)

## Terror Island
- Prima televisiva: 26 febbraio 1965
- Diretto da: John Brahm
- Scritto da: Chester Krumholz

### Trama
- Guest star: Katharine Ross (Gloria), Carol Lawrence (Carol), Abraham Sofaer (Juno), Donnelly Rhodes (Mark)

## The War and Eric Kurtz
- Prima televisiva: 5 marzo 1965
- Diretto da: Tom Gries
- Soggetto di: Gene L. Coon

### Trama
- Guest star: John Crawford (Emmett Dalkins), Eric Braeden (Manfred Scharff), Martin Milner (Eric Kurtz), Lloyd Bochner (comandante Brand), Sean McClory (Cunningham), Warren Oates (Joe Grover), Jack Ging (maggiore McAllister), Larry D. Mann (Simmons), David Carradine (Fitzhugh)

## In Any Language
- Prima televisiva: 12 marzo 1965
- Diretto da: Lawrence Dobkin
- Scritto da: Henry Garson, Edmund Beloin

### Trama
- Guest star: Leon Belasco (Rozzi), John Forsythe (Charlie King), Jean Hale (Fawzie), Mabel Albertson (Val)

## Perilous Times
- Prima televisiva: 19 marzo 1965
- Diretto da: Ralph Senensky
- Scritto da: Theodore Apstein, Harry Brown

### Trama
- Guest star: Diane Baker (Helen), Gene Lyons (Paul Lepson), Arlene Dahl (Valerie)

## Memorandum For A Spy [1]
- Prima televisiva: 2 aprile 1965
- Diretto da: Stuart Rosenberg
- Scritto da: Robert L. Joseph

### Trama
- Guest star: Charles Horvath (barista), Albert Paulsen (Avatin), John van Dreelen (Niklas Strellin), Don Gordon (Harry Edmunds), John Hoyt (Lowell Ritchards), J. D. Cannon (dottor Webb), Michael Constantine (Niri)

## Memorandum For A Spy [2]
- Prima televisiva: 9 aprile 1965
- Diretto da: Stuart Rosenberg
- Scritto da: Robert L. Joseph

### Trama
- Guest star: Charles Horvath (barista), Albert Paulsen (Avatin), John van Dreelen (Niklas Strellin), Don Gordon (Harry Edmunds), John Hoyt (Lowell Ritchards), J. D. Cannon (dottor Webb), Michael Constantine (Niri)

## A Time For Killing
- Prima televisiva: 30 aprile 1965
- Scritto da: Edward Anhalt

### Trama
- Guest star: Tom Troupe (tenente Perry Brewer), George C. Scott (capitano Vince McGuire), Lawrence Montaigne (tenente Sam Benzansun), Paul Lukather (Simchek), Ernie Anderson (Freddie Johnson), Peter Duryea (Jimmy)

## Escape Into Jeopardy
- Prima televisiva: 28 maggio 1965

### Trama
- Guest star: Peter Coe (Polydor), Jocelyn Lane (- Gabrielle (1963), Albert Carrier (Racine), Werner Klemperer (colonnello Wertha), Leif Erickson (St. Cloud), Len Lesser (Le Bombard)

## Simon Says Get Married
- Prima televisiva: 4 giugno 1965

### Trama
- Guest star: Bob Newhart (Charles Fenton), Joanna Barnes (Connie), Martin Milner (Stanley Patrick)